# Franziskus Faber
Franziskus Faber (auch: Franz Faber; * 1542 in Freiberg; † 7. April 1593 in Wittenberg) war ein deutscher Mediziner.

## Leben
Der Sohn des Anton Faber (1505–1575), hatte am 2. Februar 1560 ein Studium an der Universität Wittenberg aufgenommen. Hier absolvierte er zunächst ein Grundstudium in den Sieben freien Künsten und erwarb sich am 15. August 1564 den akademischen Grad eines Magisters der Philosophie. Danach wurde er 1567 in den Senat der philosophischen Fakultät aufgenommen, widmete er sich medizinischen Studien und absolvierte dazu eine Bildungsreise. Diese führte ihn 1568 an die Universität Padua, wo er sich vermutlich den medizinischen Doktorgrad erwarb. Am 6. Oktober 1570 befindet er sich an der Universität Heidelberg und betätigt sich danach als praktischer Arzt an verschiedenen Orten.
So war er in Dresden tätig und war von 1577 bis 1581 Stadtarzt in Chemnitz. Am 19. Oktober 1581 wurde er als zweiter medizinischer Professor an die Universität Wittenberg berufen und stieg 1591, nach dem Abgang von Salomon Alberti, in die erste medizinische Professur der Anatomie auf. Faber beteiligte sich auch an den organisatorischen Aufgaben der Wittenberger Hochschule und war in den Wintersemestern 1583 sowie 1589 Rektor der Alma Mater.
Faber, der auch die Anerkennung des Konkordienbuchs unterschrieben hatte, war mit Magdalena (1553–1625), der Tochter des Torgauer Stadtarztes Johannes Kentmann und dessen Frau Magdalena Sponer, verheiratet. Sie verheiratete sich in zweiter Ehe mit dem Mediziner Salomon Alberti.

## Grabstätte

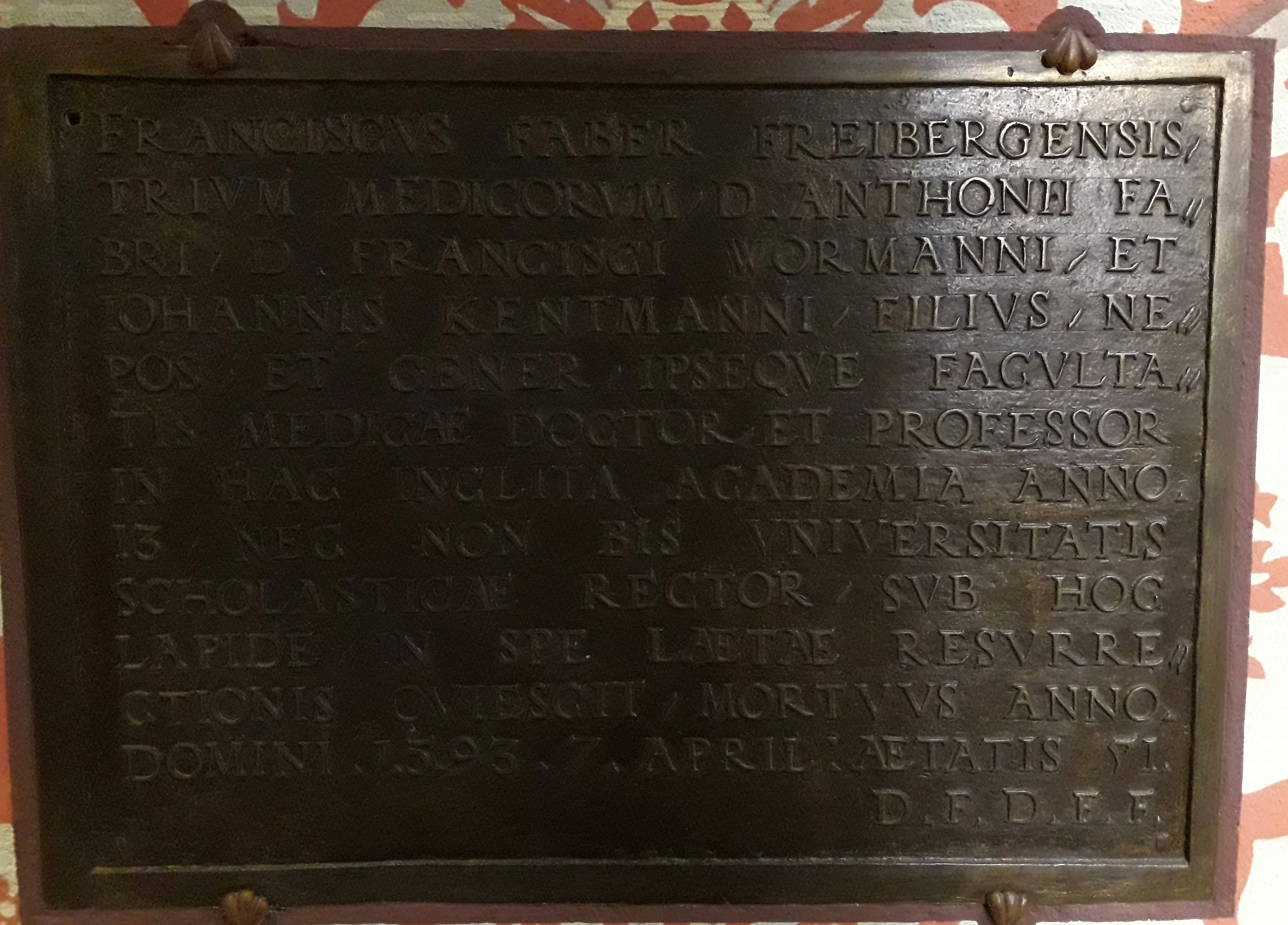
Epitaph für Franziskus Faber in der Schlosskirche Wittenberg

Faber wurde nach seinem Tod am 10. April 1593 in der Wittenberger Schlosskirche, im Langhaus unter der Orgel der Nordseite, begraben. Ihm errichtete dort seine Frau ein bronzenes Epitaph (Größe 43 × 61 cm). Der Text darauf lautet:

“Franciscus Faber, Freibergensis trium Medicorum D. Anthonii Fabri, D. Francisci Wormanni & Iohannes Kentmanni, Filius, Nepos & Gener, ipseq, Facultatis Mediciae D. & Professor in hac Incluta Academia Annos 13. Nec non bis Universitatis Scholasticae Rector, sub hoc Lapide in spe laetae resurrectionis quiescit mortuus.
   Anno Domini 1593. 7. Aprilis Aetatis 51. D.F.D.F.F.

Nobilis ingenio studiis, pietate, labore,

   Vir gravis et praestans arte Machaonia:

Mitibus in mites alijs qui flexter at herbis

   Parcas ipse sibi flectere non potuit.

Omnia Morta rapit, virtus est sola superstes,

   Parcarum in mites despiciens calathos.

      Magdalena, uxor, viro desid. Poni curavit.”

## Werke
- De dolore colico. Heidelberg 1570
- De morbum crisibus (Responent Rodewalt) Wittenberg 1584
- De dyspnoea vulgari, eiusque gradibus (Responent Rodewalt) Wittenberg 1585